# سمكة الفراشة الدخيلة
سمكة الفراشة الدخيلة هي نوع من أنواع أسماك الفراشة، تنتشر قرب جزر هاواي وجزيرة جونستون المرجانية.
يمكن أن توجد حتى عمق 250 مترا تحت الماء.